# Synagoga w Lubaniu
Synagoga w Lubaniu – nieistniejący już budynek bożnicy żydowskiej, zbudowany w pierwszej połowie XIX wieku w Lubaniu, który znajdował się przy ulicy Tkackiej. Budynek został zdewastowany w latach 30. XX wieku, przetrwał wojnę i był używany jako budynek mieszkalny do lat 60., kiedy został wyburzony ze względu na bardzo zły stan techniczny.